# محمية مليحة
تقع مليحة في الشارقة- الإمارات العربية المتحدة. تعتبر مليحة مهمة على الصعيد السياحي والترفيهي، والأكاديمي. كما أنه تم إدراج المشروع ضمن قائمة مواقع التراث العالمية من قبل منظمة اليونيسكو.
افتتح صاحب السمو الشيخ الدكتور سلطان بن محمد القاسمي، عضو المجلس الأعلى حاكم الشارقة في يناير سنة ٢٠١٦ المرحلة الأولى من مشروع مليحة للسياحة البيئية بالتعاون مع هيئة البيئة والمحميات.

## مميزات المحمية
تميز هذه المحمية ببيئتها الجبلية وكثبانها الرملية الضخمة، وبالحفريات البحرية الوافرة، كما تعد حجر الزاوية في الحفاظ على التنوّع البيولوجي في المنطقة. وتتوفر أحافير نادرة ومهمة متاحة للاكتشاف في هذه المحمية مكونة من تركيبات معدنية مختلفة كالكالسيت والكروميت.
وتضفي الأنواع البرية في المحمية مثل الزواحف والطيور البرية بعداً آخر مهماً في جاذبية مليحة. بالإضافة إلى ذلك، تعتبر المحمية أيضًا موقعاً أثرياً هاماً في الشارقة، حيث تم اكتشاف كنوز ونفائس من الحضارات السابقة فيها.
كما أنها تعتبر وجهة سياحية بارزة، يأتيها السياح من كل  أنحاء العالم، مستمتعين بخصائصها الطبيعية الفريدة.

## سياحة
تضم مليحة للسياحة البيئية والأثرية، العديد من عوامل الجذب الاهتمامات المختلفة، مثل:
مركز مليحة للآثار، والمواقع الأثرية المنتشرة في المنطقة، فضلاً عن مقومات ممارسة الأنشطة والمغامرات الصحراوية المختلفة، بما فيها المناطق المخصصة لأنشطة السفاري، ومناطق التنزه،ومقهى مليحة.
بدوره، تم تصميم مركز مليحة للآثار كمتحف يمنح الزائرين نظرة عميقة لتاريخ المجتمعات البشرية القديمة في المنطقة، ويضم المركز معروضات من المكتشفات الأثرية، وعروض تثقيفية عن الحقب التاريخية التي عاصرتها المنطقة.

## منتزه مليحة الوطني
أصدر الشيخ سلطان بن محمد القاسمي حاكم الشارقة المرسوم رقم 16 لعام 2024، الخاص بإنشاء منتزه مليحة الوطني في إمارة الشارقة، والذي يتبع لهيئة الشارقة للاستثمار والتطوير. وحظر المرسوم جميع الأعمال والأنشطة التي يمكن أن تؤدي إلى المساس بالقيمة الجمالية للمتنزه وتؤثر على البيئة الطبيعية فيه، حيث يوفر المتنزه مجموعة كبيرة من الأنشطة والفعاليات الترفيهية والسياحية والتعليمية الهادفة، ويتكون المنتزه من ثلاثة أقسام، وهي منطقة السياحة البيئية، ومنطقة الحفاظ على الطبيعة، ومنطقة الكثبان الرملية. كما يركز المنتزه على تحقيق معايير الاستدامة البيئية وتبني أفضل الممارسات البيئية والاجتماعية المسؤولة.

## تاريخ
تتضمن المنطقة آثار ومكتشفات تعود للعصر الحديدي، ومقتنيات من العصور  التاريخية المغرقة في القدم، والتي أثبتت الدراسات والأبحاث حولها أن بعضها يعود إلى دولٍ ومناطق عديدة من العالم ما يدل على أهمية المنطقة كمركزٍ للتجارة عبر العصور، فضلاً عن بقايا ضريح أم النار الأثري ومجموعة من القبور والمدافن الأثرية  التي تعود إلى الألفية الثالثة قبل الميلاد.
تولي إدارة مليحة للسياحة البيئية والأثرية، اهتماماً خاصاً بتضمين الأنشطة التي تستضيفها المنطقة للجانب التعليمي والتوعوي عن مليحة وتاريخها باعتبارها أحد أهم المصادر في دراسات التطور البشري في هذا الجزء من العالم.